# 1976 en Algérie
Chronologie de l’Algérie
- 1972
- 1973
- 1974
- 1975
- 1976
- 1977
- 1978
- 1979
- 1980

Cet article présente les faits marquants de l'année 1976 en Algérie ou relatifs à l'Algérie; datation selon le calendrier grégorien.

## Événements
- 27 janvier : un chasseur F5 de l’armée marocaine est abattu par un missile au-dessus de la Mauritanie ; une guerre commence au Sahara occidental entre le Maroc et l’Algérie[1]. Le 29 janvier et le 15 février les Forces armées royales du Maroc (FAR) et l'Armée nationale populaire algérienne (ANP), entrent en confrontation directe par deux fois, à Amgala, (première et seconde bataille d’Amgala)[2].
- 27 février : proclamation de la République arabe sahraouie démocratique (RASD) par le Front Polisario, soutenu par l’Algérie, en réponse au partage du Sahara occidental par le Maroc et la Mauritanie[2]. Début de la guerre du Maroc et de la Mauritanie contre le Polisario (fin en 1979).
- 7 mars : le Maroc et la Mauritanie rompent leurs relations diplomatiques avec l’Algérie après la reconnaissance de la République sahraouie par cette dernière le 6 mars[2].
- 27 juin : adoption par référendum de la charte nationale algérienne[3].
- 26-30 août : le troisième Congrès du Front Polisario réuni à Alger promulgue la Constitution de la République arabe sahraouie démocratique[4].
- 19 novembre : adoption par référendum de la constitution algérienne[3].
- 10 décembre : Houari Boumédiène est réélu Président de la République algérienne[3].

## Sports

### Basket-ball
- Coupe d'Algérie de basket-ball 1975-1976
- Coupe d'Algérie de basket-ball 1976-1977

### Football
- Équipe d'Algérie de football en 1976
- Coupe du Maghreb des clubs champions 1975-1976
- Championnat d'Algérie de football 1975-1976
- Championnat d'Algérie de football 1976-1977
- Championnat d'Algérie de football de deuxième division 1975-1976
- Championnat d'Algérie de football de deuxième division 1976-1977
- Coupe d'Algérie de football 1975-1976
- Coupe d'Algérie de football 1976-1977
- Saison 1975-1976 du MC Alger
- Saison 1976-1977 de l'USM Alger
- Saison 1975-1976 du MO Constantine

### Handball
- Championnat d'Afrique des nations féminin de handball 1976
- Championnat d'Afrique des nations masculin de handball 1976

## Culture

### Cinéma
- Echebka (Les Pêcheurs), film algérien réalisé par Ghaouti Bendedouche, sorti en 1976.

## Naissances en 1976
- Naissance en Algérie en 1976

## Décès en 1976
- Décès en Algérie en 1976